# Мардін (провінція)
Мардін (тур. Mardin) — провінція в Туреччині, розташована на півдні країни на кордоні з Сирією. Назва провінції походить від сирійського «мерде» — укріплення. Столиця — місто Мардін. 
Межує з провінцією Шанлиурфа на заході, Діярбакир та Батман на півночі та з провінціями Ширнак і Сіїрт на сході. На території провінції є декілька гірських вершин з висотою 1 000 метрів. 
Населення провінції становить 745 778 жителів (дані на 2007 рік). Серед населення представлені курди, турки, араби, ассирійці, арамеї. 40 тисяч єзидів, які раніше проживали у провінції покинули її. 
Провінція складається з 10 районів. 
| Туреччина | Це незавершена стаття з географії Туреччини. Ви можете допомогти проєкту, виправивши або дописавши її. |